# Janny Moffie-Bolle
Jansje (Janny) Bolle, na haar tweede huwelijk ook bekend als Janny Moffie-Bolle (Amsterdam, 7 januari 1921 - aldaar, 19 mei 2016) was een Nederlands Holocaustoverlevende. Ze overleefde de kampen Auschwitz-Birkenau, Gross-Rosen, Gräben en Bergen-Belsen. Haar levensverhaal werd door Esther Göbel opgetekend in het boek ‘Een hemel zonder vogels’ (2010).

## Levensloop
Bolle werd op 7 januari 1921 geboren in Amsterdam. Ze was de dochter van Levie Bolle en Klaartje Kornalijnslijper. Bolle had een onbezorgde en gelukkige jeugd en groeide op in een welvarend gezin in Amsterdam. Ze deed de verpleegstersopleiding en ging daarna aan het werk in het Nederlands Israëlitisch Ziekenhuis in Amsterdam.
Tijdens de Tweede Wereldoorlog werden vanaf augustus 1942 tot in 1943 opgepakte joden overgebracht naar de Hollandsche Schouwburg aan de Plantage Middenlaan. De schouwburg was in gebruik als verzamel- en deportatieplaats (Umschlagplatz Plantage Middenlaan). Personen die ziek waren, kregen tijdelijk uitstel van deportatie. De artsen in de Hollandsche Schouwburg werkten samen met de artsen van het Nederlands Israëlitisch Ziekenhuis. Bolle vergezelde chirurg Johnny van Coevorden enkele keren tijdens een ronde door de schouwburg om te bepalen wie naar het ziekenhuis overgeplaatst zou moeten worden. Meestal werden mensen die niet konden lopen uitgekozen en meegenomen. Vervolgens werden deze personen om de hoek uit de ziekenwagen gezet. Volgens Bolle was dit een manier om mensen uit de situatie te redden.

### Onderduik en deportatie
In het Nederlands Israëlitisch Ziekenhuis ontmoette ze de latere arts en psychiater Max Hamburger met wie ze op 27 januari 1943 trouwde. Datzelfde jaar doken ze samen onder. In december 1943 werd het echtpaar opgepakt en overgebracht naar Kamp Westerbork. In Westerbork was Bolle werkzaam als verpleegster. Vanuit daar werd het stel op 8 februari 1944 naar Auschwitz gedeporteerd. Bolle zat tijdens de Tweede Wereldoorlog in vier concentratiekampen: Auschwitz-Birkenau, Gross-Rosen, Gräben en Bergen-Belsen.

### Terugkeer naar Amsterdam
Vanuit concentratiekamp Bergen-Belsen keerde Bolle terug naar Amsterdam. Na haar terugkomst ervoer ze in Nederland een “kilte en totale onverschilligheid”. Na haar terugkomst onderging ze een medische controle, werd opgenomen in een daklozenopvang, maar kreeg geen verdere hulp. In een sterfkamertje in Eindhoven werd ze herenigd met haar ernstig zieke echtgenoot Max Hamburger die ze voor het laatst in Auschwitz had gezien. Vele andere familieleden van Bolle overleefden de oorlog niet. Vader, moeder, broers en zuster vonden hun eind in concentratiekampen. Met Hamburger kreeg ze vier kinderen waaronder de advocaat Carry Knoops-Hamburger. In 1973 scheidde Bolle van haar eerste echtgenoot. In 1979 hertrouwde ze met David Moffie, die neuroloog was.

## Een hemel zonder vogels
In 2010 werd het boek Een hemel zonder vogels gepubliceerd. Het is opgetekend door Esther Göbel naar aanleiding van gesprekken met Bolle die gedurende tweeënhalfjaar werden gevoerd. Daarnaast werden ook drie schriftjes met herinneringen die Bolle kort na de oorlog schreef gebruikt. Bolle gaf aan het lastig te vinden over haar ervaringen te spreken, maar dit gedaan te hebben voor haar kinderen en kleinkinderen.
De titel van het boek is een verwijzing naar een citaat van Bolle: “Ik heb nooit vogels horen fluiten in Birkenau. Misschien waren ze er wel, maar een beschrijving van dit kamp tart dermate het menselijk bevattingsvermogen - daar konden gewoon geen vogels zijn. Gras was er in elk geval niet - dat was opgegeten door de gevangenen.”
Bolle gaf in een interview in 2010 aan niet cynisch of kwaad te zijn over de gebeurtenissen, omdat dit volgens haar niet helpend is. Wel gaf ze aan teleurgesteld te zijn over de manier waarop terugkerende mensen na de oorlog opgevangen, of juist niet opgevangen, werden.

## Armband
De armband die Bolle als verpleegster in Westerbork droeg, is na de oorlog opgenomen in de collectie van Herinneringscentrum Kamp Westerbork.